# Sudão nos Jogos Olímpicos
O Sudão participou pela primeira vez dos Jogos Olímpicos em 1960, e enviou atletas para competirem na maioria dos Jogos Olímpicos de Verão desde então. A nação não participou dos Jogos de 1964, boicotou os Jogos de 1976 junto à maioria das nações africanas, e participou do boicote de 1980. O país nunca participou dos Jogos Olímpicos de Inverno.
Ismail Ahmed Ismail, que chegou em segundo na prova dos 800m masculino, foi o primeiro atleta sudanês a ganhar uma medalha olímpica.{| class="wikitable sortable"
O Comitê Olímpico Nacional do Sudão foi criado em 1956 e reconhecido pelo Comitê Olímpico Internacional em 1959.

## Medalhistas
| Medalha | Nome                | Jogos       | Esporte   | Evento         |
| ------- | ------------------- | ----------- | --------- | -------------- |
|         | Ismail Ahmed Ismail | 2008 Pequim | Atletismo | 800m masculino |

## Quadros de medalhas

### Medalhas por Jogos de Verão
| Edição                | Atletas      | Medalha de ouro | Medalha de prata | Medalha de bronze | Total de medalhas | Pos.         |
| --------------------- | ------------ | --------------- | ---------------- | ----------------- | ----------------- | ------------ |
| 1960 Roma             | 10           | 0               | 0                | 0                 | 0                 | —            |
| 1964 Tóquio           | Não competiu | Não competiu    | Não competiu     | Não competiu      | Não competiu      | Não competiu |
| 1968 Cidade do México | 5            | 0               | 0                | 0                 | 0                 | —            |
| 1972 Munique          | 26           | 0               | 0                | 0                 | 0                 | —            |
| 1976 Montreal         | Não competiu |                 |                  |                   |                   |              |
| 1980 Moscou           | Não competiu |                 |                  |                   |                   |              |
| 1984 Los Angeles      | 5            | 0               | 0                | 0                 | 0                 | —            |
| 1988 Seul             | 8            | 0               | 0                | 0                 | 0                 | —            |
| 1992 Barcelona        | 6            | 0               | 0                | 0                 | 0                 | —            |
| 1996 Atlanta          | 4            | 0               | 0                | 0                 | 0                 | —            |
| 2000 Sydney           | 3            | 0               | 0                | 0                 | 0                 | —            |
| 2004 Atenas           | 5            | 0               | 0                | 0                 | 0                 | —            |
| 2008 Pequim           | 9            | 0               | 1                | 0                 | 1                 | 70           |
| 2012 Londres          | 6            | 0               | 0                | 0                 | 0                 | —            |
| 2016 Rio de Janeiro   | 6            | 0               | 0                | 0                 | 0                 | —            |
| 2020 Tóquio           | 5            | 0               | 0                | 0                 | 0                 | —            |
| 2024 Paris            | 4            | 0               | 0                | 0                 | 0                 | —            |
| 2028 Los Angeles      |              |                 |                  |                   |                   | —            |
| 2032 Brisbane         |              |                 |                  |                   |                   | —            |
| Total                 | Total        | 0               | 1                | 0                 | 1                 | 137          |

### Medalhas por modalidade
| Pos.  | Modalidade | Medalha de ouro | Medalha de prata | Medalha de bronze | Total de medalhas | Pos. geral |
| ----- | ---------- | --------------- | ---------------- | ----------------- | ----------------- | ---------- |
| 1     | Atletismo  | 0               | 1                | 0                 | 1                 | 90         |
| Total | Total      | 0               | 1                | 0                 | 1                 | 137        |